# پل جورگی
پل جورگی (انگلیسی: Paul Gyorgy; ۷ آوریل ۱۸۹۳ – ۱ مارس ۱۹۷۶) دانشمند در زمینه پزشکی کودکان اهل ایالات متحده آمریکا بود.
وی همچنین برندهٔ جوایزی همچون نشان ملی علوم شده‌است.